# Кёркби, Эмма
Эмма Кёркби (англ. Emma Kirkby; род. 26 февраля 1949, Камберли) — британская певица

 (сопрано), специализируется в области старинной музыки преимущественно эпохи барокко.

## Биография
Дочь морского офицера. Училась на классическом отделении в Оксфорде (Сомервиль-колледж), была учительницей английского языка, пела в любительских хорах. В 1973 году вошла в состав ансамбля аутентистов «Тавернер-консорт» (Taverner Consort) под управлением Эндрю Пэрротта, начала выступать с ансамблем старинной музыки «The Consort of Musicke» под руководством Энтони Рули, оркестром Academy of Ancient Music под руководством Кристофера Хогвуда. В дальнейшем Кёркби работала с другими коллективами аутентистов — Orchestra of the Age of Enlightenment, London Baroque, Gothic Voices, Барочным оркестром Фрайбурга, Tafelmusic Toronto, ансамблем Florilegium и др.

## Репертуар
Хильдегарда Бингенская, итальянские и английские мадригалисты, Пёрселл, Монтеверди, Алессандро Скарлатти, Гендель, Бах, Гайдн, Вивальди, Моцарт.

## Признание
Премия Генделя. Артист года (1999), дама-командор Ордена Британской Империи (2000). В списке 20 величайших сопрано, составленном Музыкальным журналом Би-би-си в 2007, Кёркби заняла 10-е место.